# Volo Air India 855
Il volo Air India 855 era un volo passeggeri di linea internazionale dall'aeroporto Internazionale Chhatrapati Shivaji di Mumbai, India, all'aeroporto internazionale di Dubai, Emirati Arabi Uniti. Il 1 gennaio 1978, un Boeing 747-237B che stava percorrendo tale rotta, si schiantò circa 3 km al largo della costa di Bandra, Bombay (ora Mumbai). Tutti i 213 passeggeri e i 23 membri dell'equipaggio a bordo rimasero uccisi. Si ritiene che lo schianto sia stato causato dal disorientamento spaziale del comandante dopo il malfunzionamento di uno degli strumenti di volo nella cabina di pilotaggio. Fu l'incidente aereo con più vittime della Air India fino all'attentato del volo 182 nel 1985. Fu anche quello con più vittime (in India) fino alla collisione di Charkhi Dadri nel 1996. Al 2024, Il volo 855 è ancora il secondo incidente aereo con più vittime in entrambe queste categorie.

## Aereo ed equipaggio
L'aereo in questione era un Boeing 747-237B, registrazione VT-EBD, chiamato Imperatore Ashoka. Fu il primo 747 consegnato ad Air India, nell'aprile 1971.
L'equipaggio era composto dalle seguenti persone:
- Il comandante era il 51enne Madan Lal Kukar. Entrò in Air India nel 1956 ed era molto esperto, con 18.000 ore di volo.
- Il primo ufficiale era Indu Virmani, 42 anni, ex comandante dell'aeronautica militare che si unì ad Air India nel 1976. Aveva 4.000 ore di volo.
- L'ingegnere di volo era Alfredo Faria, 53 anni; si unì ad Air India nel 1955 e aveva 11.000 ore di volo, che lo rendevano uno degli ingegneri di volo più esperti di Air India al momento dell'incidente.

## L'incidente
L'aereo partì dall'aeroporto Santacruz di Bombay (in seguito aeroporto del Sahar, ora chiamato aeroporto internazionale Chhatrapati Shivaji Maharaj). La destinazione era l'aeroporto internazionale di Dubai a Dubai.
Circa un minuto dopo il decollo dalla pista 27, il comandante Kukar virò a destra, come programmato, attraversando la costa di Bombay sul Mar Arabico. Subito dopo aver terminato la virata ed essere tornato in volo livellato, il velivolo cominciò una rollata a sinistra che terminò solo con lo schianto finale.
Il registratore vocale di cabina recuperato dal relitto rivelò che il comandante Kukar fu il primo a notare un problema quando disse: "Cosa è successo qui, i miei strumenti..". Il comandante stava spiegando che il suo indicatore di assetto (IA) si era "rovesciato", nel senso che stava ancora mostrando l'aereo in virata verso destra, quando questa non stava realmente avvenendo poiché il velivolo aveva ripreso il volo livellato. Il primo ufficiale Virmani, il cui orizzonte artificiale stava presumibilmente funzionando e mostrava una virata a sinistra iniziata dal comandante (e non notando la sua preoccupazione), disse: "Anche il mio è rovesciato, sembra a posto." Egli indicò quindi che anche il suo orizzonte artificiale era rovesciato, ma non in quale direzione, e ciò portò il comandante a interpretare erroneamente quella frase pensando che entrambi gli IA primari stessero indicando una virata a destra. Il sole era ormai calato dopo il tramonto e l'aeromobile stava sorvolando il Mar Arabico, lasciando l'equipaggio incapace di verificare visivamente le letture dei loro strumenti di volo con l'orizzonte reale fuori dalla cabina di pilotaggio.
Il Boeing 747 aveva un terzo orizzonte artificiale di backup nel pannello strumenti centrale tra i due piloti, e le trascrizioni della conversazione nella cabina di pilotaggio mostrarono l'ingegnere di volo Faria richiamare il comandante cercando di dirigere la sua attenzione verso quel terzo indicatore di assetto, o forse verso un altro strumento chiamato "indicatore di virata", appena cinque secondi prima che l'aereo colpisse il mare.
La percezione errata dell'assetto dell'aeromobile da parte del comandante lo portarono a utilizzare il sistema di controllo del volo dell'aeromobile per virare sempre più a sinistra, impiegando anche il timone del piano orizzontale, facendo sì che il Boeing 747 rollasse ulteriormente a sinistra in una virata di 108 gradi e perdesse rapidamente quota. Appena 101 secondi dopo aver lasciato la pista, il jet colpì il Mar Arabico con un angolo verticale stimato di 35 gradi. Non ci furono sopravvissuti tra i 190 passeggeri e 23 membri dell'equipaggio.

## Le indagini
Il relitto parzialmente recuperato non rivelò alcuna prova di esplosione, incendio o guasto elettrico o meccanico; e fu esclusa una teoria iniziale del sabotaggio.
L'indagine concluse che la probabile causa dello schianto furono gli irrazionali input di controllo da parte del comandante a seguito della totale non conoscenza dell'assetto a causa del malfunzionamento del suo orizzonte artificiale. L'equipaggio non riuscì più a riprendere il controllo dell'aeromobile basandosi sugli altri strumenti di volo.
In una causa relativa all'incidente, il giudice distrettuale americano James M. Fitzgerald, con un report di 139 pagine emesso il 1 novembre 1985, respinse le accuse di negligenza nei confronti della Boeing Company, produttore dell'aereo, della Lear Siegler Inc, produttore dell'indicatore di assetto, e della Rockwell International, produttore del sistema di backup. Steven C. Marshall, avvocato della Boeing, affermò che l'incidente era stato causato dal comandante Madan Kukar, che, secondo lui, stava "volando illegalmente sotto l'influenza di farmaci per diabetici, una condizione aggravata dall'assunzione alcolica e dalla dieta nelle 24 ore prima della volo" e non a causa di malfunzionamenti dell'attrezzatura. La causa fu respinta nel 1986.